# Janine Vila
Janine Vila est une actrice française, née le 2 juin 1942 dans le 1er arrondissement de Paris.

## Biographie
Elle est surtout connue pour son interprétation du rôle de Janique dans le feuilleton télévisé Janique Aimée diffusé en 1963. Également chanteuse, elle met un terme à sa carrière artistique quelques années plus tard et devient antiquaire.

## Filmographie

### Cinéma
- 1961 : Les filles sèment le vent de Louis Soulanes
- 1961 : Les Nouveaux Aristocrates de Francis Rigaud : Sylvie
- 1962 : Mon oncle du Texas de Robert Guez : Cristal
- 1964 : Des frissons partout de Raoul André : Liliane
- 1964 : Requiem pour un caïd de Maurice Cloche : Corinne
- 1970 : Ces messieurs de la gâchette de Raoul André : Véra

### Télévision
- 1962 : Le théâtre de la jeunesse (Série TV) : Rose
- 1963 : Janique Aimée de Jean-Pierre Desagnat (Série TV) : Janique
- 1966 : Allô Police (Série TV) : Épisode  "Fausse monnaie" : Gabrielle
- 1973 : Témoignages (Série TV) : Elle
- 1974 : Étranger, d'où viens-tu? (Série TV) : Cécile Dabries